# Чован (округ, Північна Кароліна)
Шаблон:StateAbbr_ 36°08′ пн. ш. 76°36′ зх. д. / 36.13° пн. ш. 76.6° зх. д.
Округ  Чован (англ. Chowan County) — округ (графство) у штаті  Північна Кароліна, США. Ідентифікатор округу 37041.

## Демографія
За даними перепису 
2000 року 
загальне населення округу становило 14526 осіб, зокрема міського населення було 5357, а сільського — 9169.
Серед мешканців округу чоловіків було 6805, а жінок — 7721. В окрузі було 5580 домогосподарств, 4007 родин, які мешкали в 6443 будинках.
Середній розмір родини становив 2,94.
Віковий розподіл населення поданий у таблиці:
| Стать    | До 15 років | 15-21 | 22-29 | 30-39 | 40-49 | 50-65 | 65-85 | Понад 85 |
| -------- | ----------- | ----- | ----- | ----- | ----- | ----- | ----- | -------- |
| Чоловіки | 1435        | 760   | 576   | 823   | 1008  | 1155  | 958   | 90       |
| Жінки    | 1415        | 807   | 604   | 886   | 1131  | 1320  | 1315  | 243      |

## Виноски
1. ↑  U.S. Decennial Census. United States Census Bureau. Архів оригіналу за 26 квітня 2015. Процитовано 13 січня 2015.
2. ↑  Historical Census Browser. University of Virginia Library. Архів оригіналу за 11 серпня 2012. Процитовано 13 січня 2015.
3. ↑  Forstall, Richard L., ред. (27 березня 1995). Population of Counties by Decennial Census: 1900 to 1990. United States Census Bureau. Процитовано 13 січня 2015.
4. ↑  Census 2000 PHC-T-4. Ranking Tables for Counties: 1990 and 2000 (PDF). United States Census Bureau. 2 квітня 2001. Процитовано 13 січня 2015.
5. ↑  State & County QuickFacts. United States Census Bureau. Архів оригіналу за 6 червня 2011. Процитовано 18 жовтня 2013. [Архівовано 2011-06-06 у Wayback Machine.](англ.) Наведено за англійською вікіпедією.
6. ↑  American FactFinder. Бюро перепису населення США. Архів оригіналу за 26 лютого 2012. Процитовано 31 січня 2008. [Архівовано 2008-05-21 у Wayback Machine.]

| США | Це незавершена стаття з географії США. Ви можете допомогти проєкту, виправивши або дописавши її. |